# Schweigen (Recht)
Schweigen hat grundsätzlich keinen Erklärungsgehalt und erzielt im rechtsgeschäftlichen Verkehr deshalb in der Regel keine Wirkung. Der Gesetzgeber unterstellt jedoch in einigen Ausnahmen einer schweigenden Rechtspartei eine Willenserklärung.
Beschuldigte einer Straftat haben das Recht zu schweigen (Aussageverweigerungsrecht), Zeugen nur unter bestimmten Voraussetzungen ein Zeugnisverweigerungsrecht.

## Schweigen als Willenserklärung
Schweigen artikuliert grundsätzlich keinen Willen. Ein Dritter leitet daraus keine Rechtsfolgen ab. Schweigen stellt auf keine Erklärung ab, ist mithin ein rechtliches Nullum. In § 241a BGB (Verbrauchsgüterkauf) erklärt der Gesetzgeber sogar ausdrücklich, dass das Schweigen einer Person keine Wirkung entfaltet.
Der Rechtsgrundsatz „Wer schweigt, wo er (wider)sprechen sollte und konnte, dem wird Zustimmung unterstellt“ (lateinisch „qui tacet consentire videtur, ubi loqui debuit atque potuit“; Papst Bonifatius VIII.) gilt im deutschen Recht nur ausnahmsweise. Die Ausnahmen werden im Folgenden dargestellt.

### Vereinbarter Erklärungswert bei Schweigen
Im Rahmen der Privatautonomie steht es den Vertragsparteien frei, ihren Erklärungen einvernehmlich bestimmte Erklärungswerte beizumessen. Der Grundsatz Treu und Glauben fungiert unter Rücksicht auf die Verkehrssitte als Ordnungsrahmen generalklauselartig (§ 242 BGB). Der gerne als „beredtes Schweigen“ bezeichnete Erklärungswert stellt für den juristischen Laien zunächst einen Widerspruch dar. In der juristischen Fachsprache bedeutet es, dass eine vertragliche Vereinbarung getroffen wurde, die Schweigen als Willenserklärung eines bestimmten Inhalts zulässt. Beispielsweise kann Schweigen dann die Annahme eines Angebots bedeuten (ausdrücklich oder konkludent, durch wiederholte entsprechende Praxis).

### Gesetzliche Regelung von Schweigen
Daneben gibt es gesetzlich geregelte Fälle, die gerne als „normiertes (fingiertes) Schweigen“ bezeichnet wird. Dieses Schweigen besitzt Erklärungswert kraft Gesetzes, da hieran unmittelbare Rechtsfolgen geknüpft werden. Grund der gesetzlichen Regelung sind die Sicherheit des Rechtsverkehrs und die (widerlegbare) Vermutung bestimmter Vorschriften, dass der Schweigende mit dem Vertragsabschluss einverstanden ist. In diesen Fällen „gilt“ Schweigen als Willenserklärung.
Der Erklärungsgehalt kann beides bedeuten, „Schweigen als Ablehnung“ aber auch „Schweigen als Zustimmung“.

#### Ablehnung
Rechtsanordnungen im ersteren Sinne finden sich etwa in § 108 Abs. 2 Satz 2 BGB; hier gilt ein ohne Einwilligung der Eltern erfolgter Vertragsabschluss eines Minderjährigen als nicht genehmigt, wenn eine positive Erklärung des gesetzlichen Vertreters nicht im Rahmen einer bestimmten Frist erfolgt. Die gleiche Wirkung geht von § 177 Abs. 2 Satz 2 BGB in den Fällen der Vertretung ohne Vertretungsmacht und von § 415 Abs. 2 Satz 2 BGB – Genehmigung einer Schuldübernahme – aus.

#### Zustimmung
Für Vertragsabschlüsse gelten die §§ 145 ff. BGB, wonach Willenserklärungen ausdrücklich oder konkludent (durch schlüssiges Handeln) abgegeben werden. In Ausnahmefällen aber kann Schweigen als vollwirksame Willenserklärung gelten, dann etwa, wenn aufgrund vertraglicher Vereinbarung, Schweigen als Erklärung eines bestimmten Inhalts gelten soll („beredtes Schweigen“). Schweigen kann als Erklärung auch kraft gesetzlicher Fiktion angeordnet sein („normiertes Schweigen“).
Regelungen, die den umgekehrten Fall regeln, finden sich etwa im Schenkungsrecht. Nach dem Ablauf der Frist gilt die Schenkung als angenommen, wenn nicht der andere sie vorher abgelehnt hat, § 516 Abs. 2 Satz 2 BGB. Weitere Fälle sind die Regelungen über §§ 416 Abs. 1 S. 2 (Übernahme einer Hypothekenschuld), § 455 S. 2 (Kauf auf Probe oder auf Besichtigung), § 1943 (Fristen für die Annahme oder Ausschlagung einer Erbschaft), auch § 149 S. 2 BGB (Regelung für verspätet zugegangene Annahmeerklärungen).
Auch im Handelsrecht greift eine Fiktion kraft Gesetzes: Danach hat ein Kaufmann, dessen Gewerbebetrieb die Besorgung von Geschäften (§ 675 BGB) für andere mit sich bringt und dem ein Antrag über die Besorgung von Geschäften von jemand zu, mit dem er in Geschäftsverbindung steht, so ist er verpflichtet, unverzüglich zu antworten; sein Schweigen gilt als Annahme des Antrags, § 362 HGB. Bei kaufmannsähnlichen Geschäftsteilnehmern gilt § 362 HGB analog. Der Antragende muss nicht zwangsläufig Kaufmann sein (einseitiges Handelsgeschäft). Der Irrtum des Kaufmanns über die Wirkung des Schweigens ist unbeachtlicher Rechtsfolgeirrtum, Inhalts-, Erklärungs-, Eigenschafts- oder Übermittlungsirrtümer hingegen sind nach vorherrschender Auffassung gemäß den §§ 119, § 120 BGB analog anfechtbar.

### Kaufmännisches Bestätigungsschreiben
Das Schweigen als Zustimmung stellt auch der Sonderfall des kaufmännischen Bestätigungsschreibens dar (§ 346 HGB). Im Rahmen von Handelsgeschäften zwischen Kaufleuten kommt dem Schweigen insoweit eine große Bedeutung zu (Beweissicherungszwecke zum Inhalt eines angeblich geschlossenen Vertrages). In diesem Fall müssen Absender und Empfänger Kaufleute oder zumindest kaufmannsähnliche Geschäftsteilnehmer sein. Dem im HGB nicht ausdrücklich geregelten kaufmännischen Bestätigungsschreiben muss ein Kaufmann unter bestimmten Voraussetzungen unverzüglich widersprechen, wenn er den Inhalt dieses Schreibens nicht gegen sich gelten lassen will. Reagiert er nicht auf ein kaufmännisches Bestätigungsschreiben und schweigt, so darf dies als Annahme gewertet werden. Hierin liegt keine gesetzliche Regelung, vielmehr handelt es sich um Gewohnheitsrecht.
Rechtsfolge des Bestätigungsschreibens ist, dass der Vertrag mit dem Inhalt des Schreibens zustande kommt (konstitutives kaufmännisches Bestätigungsschreiben), soweit nicht während der Verhandlungen bereits ein Vertrag zustande gekommen ist (deklaratorisches Bestätigungsschreiben). Sich kreuzende Bestätigungsschreiben (beide Vertragspartner versenden ein Bestätigungsschreiben) heben sich auf, da ein Wettlauf vermieden werden soll.

## Schweigen als Recht
Beschuldigte und Angeklagte in einem Strafprozess haben in Rechtsstaaten das Recht zu schweigen, worüber sie heute üblicherweise auch belehrt werden. International verschiedene Rechtsnormen schreiben Art, Umfang sowie Gewichtung von Aussagen vor, die der Angeklagte zu leisten hat, wenn er von seinem Aussageverweigerungsrecht keinen Gebrauch machen möchte, sodass Schweigen gegenüber Strafverfolgungsbehörden und der Justiz von Rechtsvertretungen häufig empfohlen wird. In Deutschland hat der Angeklagte keine solcher Pflichten; insbesondere darf er nicht vereidigt werden, da den Gerichten untersagt ist, Angeklagte und Tatverdächtige zu zwingen, sich selbst zu belasten.
Das Recht der Aussageverweigerung kann sich sogar auf Tatbestände erstrecken, die mit einer Aussage im Sinne einer wörtlichen Rede nicht in Verbindung stehen, beispielsweise auf Dokumentationspflichten wie der Selbstidentifikation oder der Quittierung von Vorgängen, wie etwa Hausdurchsuchungen oder Rechtsbelehrungen, mittels einer Unterschrift. In diesen Fällen obliegt dem Staat allein die rechtlich korrekte Durchführung des Verfahrens, die wiederum durch den Beschuldigten zu seiner Entlastung juristisch angegriffen werden kann. Aus der Verweigerung der Aussage allein darf dem Angeklagten üblicherweise kein Schuldeingeständnis abgeleitet werden. Dem Angeklagten muss eine Straftat durch Beweise nachgewiesen werden; er selbst braucht sich in der Regel nur zu seiner eigenen Entlastung einzulassen.  
Vom Aussageverweigerungsrecht muss das Zeugnisverweigerungsrecht unterschieden werden, das einen Zeugen unter bestimmten Voraussetzungen von der Aussagepflicht befreit. 